# 荷蘭特設鎮區 (密歇根州)
荷蘭特設鎮區（英語：Holland Charter Township）是位於美國密歇根州渥太華縣的一個特設鎮區。

## 地方資料
荷蘭特設鎮區的面積為71.00平方千米，當中陸地面積為70.00平方千米，而水域面積為1.00平方千米。根據2020年美國人口普查的數據，當地共有人口38276人，而人口密度為每平方千米539.1人。